# Termopausa
Termopausa é o que separa a camada termosfera e a camada exosfera na atmosfera.